# Benjamin Agosto
Benjamin Alexandro Agosto (* 15. Januar 1982 in Chicago, Illinois) ist ein ehemaliger US-amerikanischer Eiskunstläufer, der im Eistanz startete.

## Werdegang
Agosto ist der Sohn eines puerto-ricanischen Vaters und einer jüdischen Mutter mit Wurzeln aus Rumänien und Russland. Er begann im Alter von sechs Jahren mit dem Eislaufen, nachdem er an seinem Geburtstag ein Paar Schlittschuhe geschenkt bekommen hatte. Von 1995 bis 1998 startete er im Eistanz mit Katharine Hill. 1998 zog er von Chicago nach Detroit, um bei Igor Schpilband trainieren zu können. Dieser brachte ihn mit seiner neuen Eistanzpartnerin Tanith Belbin zusammen. Das Paar startete für den Club Arctic FSC in Canton, Michigan.
Im Jahr 2000 debütierten die amtierenden US-Juniorenmeister Belbin und Agosto bei den Juniorenweltmeisterschaften und gewannen die Bronzemedaille.
2001 debütierten sie bei den US-Meisterschaften der Senioren und gewannen sogleich die Silbermedaille. Dieser Erfolg verschaffte ihnen ihr Weltmeisterschaftsdebüt bei den Senioren, das sie auf dem 17. Platz abschlossen. Zuvor hatten sie bei ihrer zweiten Juniorenweltmeisterschaftsteilnahme die Silbermedaille gewonnen. Auch 2002 errangen Belbin und Agosto die Silbermedaille bei den nationalen Meisterschaften und wären somit für die Olympischen Spiele in Salt Lake City qualifiziert gewesen, jedoch hatte die gebürtige Kanadierin Tanith Belbin zu diesem Zeitpunkt noch nicht die US-amerikanische Staatsbürgerschaft. Dafür nahmen sie an allen anderen Wettbewerben teil, für die sie startberechtigt waren. Im norwegischen Hamar wurden sie Juniorenweltmeister und machten damit ihren Medaillensatz bei Juniorenweltmeisterschaften komplett. Bei ihrem Debüt bei den Vier-Kontinente-Meisterschaften gewannen sie die Silbermedaille. Dies gelang ihnen im Jahr darauf erneut.

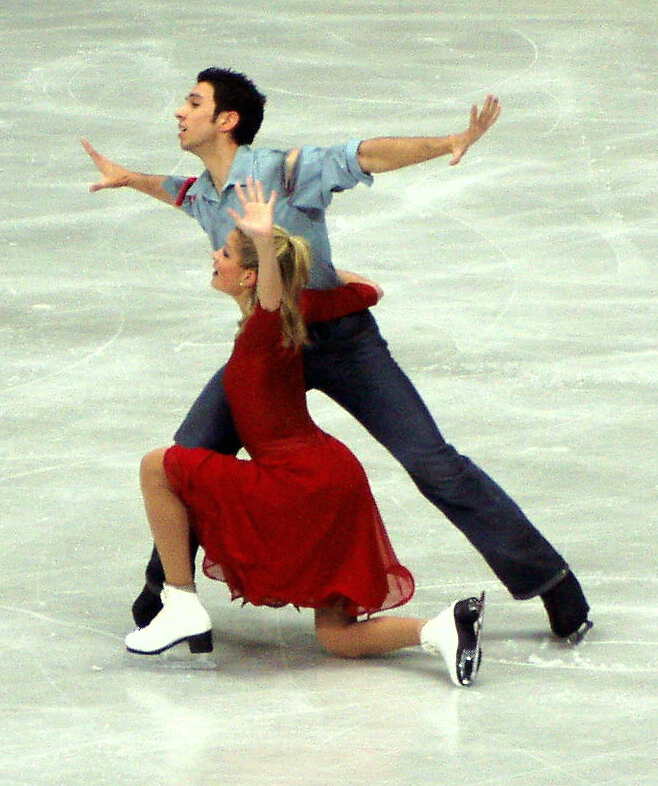
Tanith Belbin und Benjamin Agosto bei der Weltmeisterschaft 2004 in Dortmund

2004 wurden Tanith Belbin und Benjamin Agosto erstmals US-Meister. Sie verteidigten diesen Titel bis 2008. Bei den Meisterschaften 2005, den letzten, bei denen das 6,0-Bewertungssystem zur Anwendung kam, bekamen sie ausschließlich Höchstnoten für die Präsentation ihrer Kür. Von den 30 6,0-Bewertungen, die bei US-Meisterschaften im Eistanz vergeben wurden, gehen 14 auf ihr Konto.
Im kanadischen Hamilton gewannen sie 2004 die Goldmedaille bei den Vier-Kontinente-Meisterschaften. Sie verteidigten diesen Titel 2005 in Gangneung und 2006 in Colorado Springs. Bei der Weltmeisterschaft 2005 in Moskau errangen Belbin und Agosto mit Silber ihre erste WM-Medaille, es war auch die erste WM-Medaille für die USA im Eistanz seit 20 Jahren. Dies führte mitunter dazu, dass die USA zum ersten Mal seit 1984 wieder drei Startplätze bei den Olympischen Spielen im Eistanz hatte. Durch eine spezielle Gesetzesvorlage des Kongresses, die am 28. Dezember 2005 genehmigt und am Silvesterabend von Präsident George W. Bush unterzeichnet wurde, bekam Tanith Belbin die US-amerikanische Staatsbürgerschaft. Somit war eine Teilnahme an den Olympischen Spielen in Turin gesichert. Dort gewannen Belbin und Agosto die Silbermedaille hinter den Russen Tatjana Nawka und Roman Kostomarow. Es war die erste olympische Medaille für ein Eistanzpaar aus den USA seit den Olympischen Spielen 1976, als Colleen O’Connor und James Millns die Bronzemedaille gewannen.
Bei der anschließenden Weltmeisterschaft gewannen Belbin und Agosto Bronze, dieses Resultat wiederholte sich auch im Jahr darauf.
Nach einem enttäuschenden vierten Platz bei der Weltmeisterschaft 2008 wechselte das Eistanzpaar seine Trainer und arbeitete nun zusammen mit Natalja Linitschuk und Gennadi Karponossow in Aston, Pennsylvania.
Ihre letzte WM-Medaille gewannen Belbin und Agosto dann 2009 in Los Angeles mit Silber, knapp hinter den Russen Oxana Domnina und Maxim Schabalin. Bei den Olympischen Spielen 2010 in Vancouver verpassten sie als Vierte eine Medaille. Am 10. Juni 2010 verkündeten sie ihren Rücktritt vom Wettkampfsport.

## Ergebnisse

### Eistanz
(mit Tanith Belbin)
| Wettbewerb / Jahr                | 2000  | 2001  | 2002  | 2003  | 2004  | 2005  | 2006  | 2007  | 2008  | 2009  | 2010  |
| -------------------------------- | ----- | ----- | ----- | ----- | ----- | ----- | ----- | ----- | ----- | ----- | ----- |
| Olympische Winterspiele          |       |       |       |       |       |       | 2.    |       |       |       | 4.    |
| Weltmeisterschaften              |       | 17.   | 13.   | 7.    | 5.    | 2.    | 3.    | 3.    | 4.    | 2.    |       |
| Vier-Kontinente-Meisterschaften  |       |       | 2.    | 2.    | 1.    | 1.    | 1.    | 2.    |       |       |       |
| World Team Trophy                |       |       |       |       |       |       |       |       |       | 1.    |       |
| Juniorenweltmeisterschaften      | 3.    | 2.    | 1.    |       |       |       |       |       |       |       |       |
| US-amerikanische Meisterschaften | 1. J  | 2.    | 2.    | 2.    | 1.    | 1.    | 1.    | 1.    | 1.    | Z     | 2.    |
| –                                |       |       |       |       |       |       |       |       |       |       |       |
| Grand-Prix-Wettbewerb / Saison   | 99/00 | 00/01 | 01/02 | 02/03 | 03/04 | 04/05 | 05/06 | 06/07 | 07/08 | 08/09 | 09/10 |
| Grand-Prix-Finale                |       |       |       |       | 3.    | 2.    |       | Z     | 2.    | Z     | Z     |
| Skate America                    |       |       | 5.    | 3.    | 1.    | 1.    | 1.    |       | 1.    | 2.    | 1.    |
| Cup of Russia                    |       |       |       |       | 2.    |       |       | 1.    |       |       |       |
| Cup of China                     |       |       |       |       |       | 1.    |       | 2.    | 1.    | 2.    | 1.    |
| Trophée Lalique                  |       |       | 6.    | 3.    | 4.    |       |       |       |       |       |       |

- Z = Zurückgezogen; J = Junioren